# (57901) Hitchens
El 57901 Hitchens (designación provisional: 2002 CH275) es un asteroide del cinturón de asteroides ubicado entre Marte y Júpiter. Fue descubierto el 2 de febrero de 2009 por el Lowell Observatory Near-Earth Object Search en el Anderson Mesa Station. Fue nombrado en honor al escritor inglés-estadounidense Christopher Hitchens, poco antes de su muerte en 2011. Hitchens se enteró de la designación y se sintió orgulloso. En la edición de febrero de 2012 de Vanity Fair, 
el autor Salman Rushdie relató la historia:

Richard Dawkins le escribió a  Christopher diez días antes de su muerte, contándole que un asteoriade había sido nombrado en su honor. Christopher estaba bastante encantado y le contó a todos sus amigos sobre el the Asteroid Hitchens. "¡Finalmente!" nos escribió. "Parpadea, parpadea, pequeño murciélago" le contesté, parafraseando la última línea del verso de Lewis Carroll. "¡Bravo! ¡Eres una bandeja de té en el cielo!". Fue nuestro último diálogo.